# رولاند سندبرگ
 رولاند سندبرگ (سوئدی: Roland Sandberg؛ زادهٔ ۱۶ دسامبر ۱۹۴۶) یک بازیکن فوتبال اهل سوئد است.

## تیم ملی
وی همچنین در تیم ملی فوتبال سوئد بازی کرده است.